# LiveLib.ru
LiveLib.ru – rosyjski serwis społecznościowy, uhonorowany „Nagrodą Runetu”. Udziela informacji o książkach, pisarzach, wydawnictwach, bibliotekach.